# إل أرغار

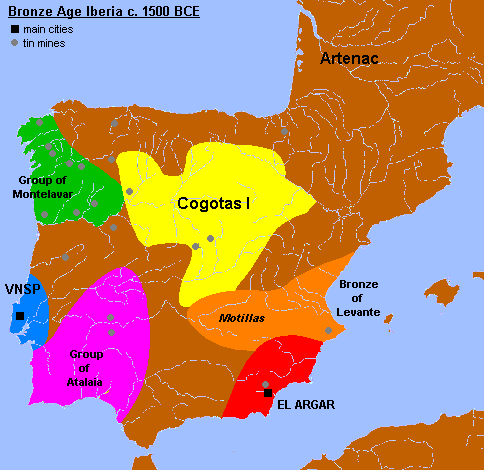
حضارة الأرجر كانت مركز العصر البرونزي الأيبيري

ٳل أرغار (بالٳسبانية: El Argar) هو موقع أثري من عصور ما قبل التاريخ يقع بالقرب من أنتاس، في مقاطعة ألميرية، بأسبانيا. يقع على هضبة ذات منحدرات حادة في جانبها الغربي، على ارتفاع 35 م فوق نهر أنتاس ومنحدرات أكثر اعتدالا في باقي الجهات. يمثل الموقع المستوطنة النموذجية للعصر البرونزي الإسباني، وهو جزء من المنطقة الأثرية بالأرجار ولاجيرونديا والتي أعطت اسمها للثقافة الأرغارية. يعود تاريخ هذه الثقافة إلى حوالي 2200 إلى 1400 قبل الميلاد. يمثل هذا انفصالًا عن العصر الحجري الحديث الذي سبقه، خاصة في أنماط التنظيم الحضري والإقليمي وفي الطقوس الجنائزية.